# Malacorhinus knullorum
Malacorhinus knullorum är en skalbaggsart som beskrevs av Wilcox 1951. Malacorhinus knullorum ingår i släktet Malacorhinus och familjen bladbaggar. Inga underarter finns listade i Catalogue of Life.